# GHV2
Greatest Hits Vol.2 (также используется сокращение GHV2) — второй сборник лучших песен американской певицы Мадонны, выпущенный 12 ноября 2001 года. Сборник был выпущен спустя 11 лет после выхода первого сборника — «The Immaculate Collection».
Диск не содержит новых записей и был выпущен одновременно с концертным альбомом «Drowned World Tour 2001». RIAA сертифицировала альбом как платиновый, аргументируя это продажей одного миллиона экземпляров в США. В мире было продано более чем 7 млн экземпляров.
Альбом стоит на 12-й позиции по продажам за 2001 год. В поддержку сборника был выпущен промоальбом — «Greatest Hits Vol.2 Remixed: The Best of 1991—2001».

## История выпуска
Рабочими названиями сборника являлись «The Second Coming, Hit Lady — Greatest Hits Vol.2», «The Immaculate Collection Part Deux». Но Мадонна настояла на «GHV2», потому что по её словам «это название мы будем помнить». А также потому что ей, по её словам, было лень выдумывать заманчивое название для сборника, так как она только что-то окончила свой тур под названием «Drowned World Tour» и начинала съёмки в фильме «Унесённые». «GHV2» состоит из песен-хитов, выпущенных после выхода «The Immaculate Collection» — начиная с «Erotica» (1992) и заканчивая «What It Feels Like For A Girl» (2001).
В интервью BBC Мадонна высказалась по поводу списка композиций, вошедших в сборник — «Это должны были быть песни, которые я смогла бы слушать пять раз подряд». Как и в случае с «The Immaculate Collection», в «GHV2» не вошли многие песни, которые по мнениям многих были достойны войти в этот сборник. К примеру, песня «American Pie» с альбома «Music» (2000), которая была очень успешна, не вошла в сборник в знак «наказания». В одном из интервью Мадонна сказала, что сожалеет о том, что включила эту песню в альбом Music— «Эта песня [на альбоме Music] только для руководства записывающей компании, которая скрутила мне руки. Но сейчас она будет наказана».
Также были проигнорированы песни которые вошли в сборник баллад Something to Remember, выпущенный в 1995 году — «This Used to Be My Playground» (1992), «I'll Remember» (1994), «You'll See» (1995), и «Rain» (1993). Другие хиты, как «Fever» (1993), «Bye Bye Baby» (1993), «Bad Girl» (1993), «You Must Love Me» (1996) и «Nothing Really Matters» (1999) также были проигнорированы.
На обложке сборника фотография Регана Камерона, сделанная во время мирового турне «Drowned World Tour». Аббревиатуру «GHV2» можно увидеть в глазу Мадонны.
Следующий сборник последовал лишь через 8 лет, в 2009 — Celebration.

## Реклама
Выпуск сборника сопровождала небольшая рекламная кампания. Никаких новых синглов со сборника не было выпущено, за исключением промосингла «GHV2 Megamix». Это был трек, в котором скомпонованы все треки, вошедшие в сборник. Первое упоминание о выпуске Мадонна сделала на церемонии вручения премии Тернера. Она вручала награду Мартину Криду, и сказала что работает над новой записью, под названием «GHV2».

## Список композиций
| №   | Название                                        | Автор(ы)                                                            | Продюсер(ы)                                                   | Длительность |
| --- | ----------------------------------------------- | ------------------------------------------------------------------- | ------------------------------------------------------------- | ------------ |
| 1.  | «Deeper and Deeper» (7" Edit)                   | Мадонна, Shep Pettibone, Энтони Шымкин                              | Мадонна, Shep Pettibone                                       | 4:54         |
| 2.  | «Erotica» (Radio Edit)                          | Madonna, S. Pettibone, A. Shimkin                                   | Madonna, Shep Pettibone                                       | 4:33         |
| 3.  | «Human Nature» (Radio Version)                  | Madonna, Dave Hall, Shawn McKenzie, Kevin McKenzie, Michael Deering | Madonna, Dave "Jam" Hall                                      | 4:32         |
| 4.  | «Secret» (Edit)                                 | Madonna, Dallas Austin, S. Pettibone                                | Madonna, Dallas Austin                                        | 4:32         |
| 5.  | «Don't Cry for Me Argentina» (Radio Edit)       | Tim Rice, Andrew Lloyd Webber                                       | Nigel Wright, Alan Parker, Andrew Lloyd Webber, David Caddick | 4:51         |
| 6.  | «Bedtime Story» (Edit)                          | Nellee Hooper, Björk, Marius DeVries                                | Nellee Hooper, Madonna                                        | 4:07         |
| 7.  | «The Power of Good-Bye»                         | Madonna, Rick Nowels                                                | Madonna, William Orbit, Patrick Leonard                       | 4:12         |
| 8.  | «Beautiful Stranger» (William Orbit Radio Edit) | Madonna, William Orbit                                              | Madonna, William Orbit                                        | 3:58         |
| 9.  | «Frozen» (Single Edit)                          | Madonna, P. Leonard                                                 | Madonna, William Orbit, Patrick Leonard                       | 5:10         |
| 10. | «Take a Bow» (Single Edit)                      | Kenneth "Babyface" Edmonds, Madonna                                 | Babyface, Madonna                                             | 4:31         |
| 11. | «Ray of Light» (Radio Edit)                     | Madonna, W. Orbit, Clive Muldoon, Dave Curtis, Christine Leach      | Madonna, William Orbit                                        | 4:35         |
| 12. | «Don't Tell Me»                                 | Madonna, Mirwais Ahmadzai, Joe Henry                                | Madonna, Mirwais Ahmadzai                                     | 4:40         |
| 13. | «What It Feels Like for a Girl»                 | Madonna, Guy Sigsworth, David Torn                                  | Madonna, Guy Sigsworth, Mark "Spike" Stent                    | 4:45         |
| 14. | «Drowned World/Substitute for Love»             | Madonna, W. Orbit, Rod McKuen, Anita Kerr, David Collins            | Madonna, William Orbit                                        | 5:12         |
| 15. | «Music»                                         | Madonna, M. Ahmadzai                                                | Madonna, Mirwais Ahmadzai                                     | 3:45         |

Примечания:
- в сборник вошли оригинальные версии песен, за исключением:

 «Erotica», «Human Nature», «Drowned World/Substitute for Love», «What It Feels Like for a Girl».

## GHV2 Remixed (The Best Of 1991—2001)
GHV2 Remixed (The Best Of 1991—2001) — это рекламный сборник ремиксов, который был выпущен в декабре 2001 компанией Maverick Records, в качестве промокампании к сборнику хитов «GHV2». Релиз альбома был некоммерческим, поэтому он так и не попал на прилавки магазинов, а вышел очень лимитированным тиражом для ротации на радио и в клубах.
В настоящее время сборник ценится как очень редкое издание, и его цена на интернет-аукционах начинается от 150 долларов.

### Список композиций
| №   | Название                                                              | Продюсер(ы) ремикса            | Длительность |
| --- | --------------------------------------------------------------------- | ------------------------------ | ------------ |
| 1.  | «What It Feels Like for a Girl» (That Kid Chris Caligula 2001 Mix)    | Chris Staropoli                | 9:51         |
| 2.  | «Don't Tell Me» (Timo Maas Mix)                                       | Timo Maas                      | 4:33         |
| 3.  | «Drowned World/Substitute for Love» (BT & Sasha Bucklodge Ashram Mix) | BT, Sasha                      | 9:27         |
| 4.  | «Human Nature» (Bottom Heavy Dub)                                     | Danny Tenaglia                 | 7:56         |
| 5.  | «Frozen» (Calderone Extended Club Mix)                                | Victor Calderone               | 11:17        |
| 6.  | «Erotica» (Masters at Work Dub)                                       | Masters at Work                | 4:50         |
| 7.  | «Deeper and Deeper» (David's Klub Mix)                                | David Morales                  | 7:39         |
| 8.  | «Ray of Light» (Calderone Club Mix)                                   | Victor Calderone               | 9:30         |
| 9.  | «Beautiful Stranger» (Calderone Club Mix)                             | Victor Calderone               | 10:12        |
| 10. | «Bedtime Story» (Luscious Dub Mix)                                    | Mark Picchiotti, Terri Bristol | 7:40         |
| 11. | «Secret» (Junior's Sound Factory Dub)                                 | Junior Vasquez                 | 7:58         |
| 12. | «Music» (HQ2 Club Mix)                                                | Hex Hector, Max Quayle         | 8:50         |

#### Европейская версия
| №  | Название                                                              | Автор(ы)                                                            | Продюсер(ы) ремикса        | Длительность |
| -- | --------------------------------------------------------------------- | ------------------------------------------------------------------- | -------------------------- | ------------ |
| 1. | «What It Feels Like for a Girl» (That Kid Chris Caligula 2001 Mix)    | Madonna, Guy Sigsworth, David Torn                                  | Chris Staropoli            | 9:51         |
| 2. | «Don't Tell Me» (Timo Maas Mix)                                       | Madonna, Mirwais Ahmadzai, Joe Henry                                | Martin Buttrich, Timo Maas | 6:55         |
| 3. | «Drowned World/Substitute for Love» (BT & Sasha Bucklodge Ashram Mix) | Madonna, W. Orbit, Rod McKuen, Anita Kerr, David Collins            | Brian Transeau, Sasha      | 9:27         |
| 4. | «Human Nature» (Bottom Heavy Dub)                                     | Madonna, Dave Hall, Shawn McKenzie, Kevin McKenzie, Michael Deering | Danny Tenaglia             | 7:56         |
| 5. | «Frozen» (Extended Club Mix)                                          | Madonna, P. Leonard                                                 | Victor Calderone           | 11:17        |
| 6. | «Erotica» (Masters At Work Dub)                                       | Madonna, S. Pettibone, A. Shimkin                                   | Masters At Work            | 4:50         |
| 7. | «Take a Bow» (Masters At Work Dub)                                    | Kenneth "Babyface" Edmonds, Madonna                                 | Steve "Silk" Hurley        | 4:11         |
| 8. | «GHV2 Megamix» (Johnny Rocks & Mac Quayle Club Mix)                   |                                                                     | Johnny Rocks, Mac Quayle   | 8:18         |

| №  | Название                                       | Автор(ы)                                                       | Продюсер(ы) ремикса           | Длительность |
| -- | ---------------------------------------------- | -------------------------------------------------------------- | ----------------------------- | ------------ |
| 1. | «Deeper and Deeper» (David's Klub Mix)         | Madonna, S. Pettibone, A. Shimkin                              | David Morales                 | 7:39         |
| 2. | «Ray of Light» (Calderone Club Mix)            | Madonna, W. Orbit, Clive Muldoon, Dave Curtis, Christine Leach | Victor Calderone              | 9:30         |
| 3. | «Beautiful Stranger» (Calderone Club Mix)      | Madonna, William Orbit                                         | Victor Calderone              | 10:12        |
| 4. | «Bedtime Story» (Luscious Dub Mix)             | Nellee Hooper, Björk, Marius DeVries                           | Mark Picchiotti, Teri Bristol | 7:40         |
| 5. | «Secret» (Junior's Sound Factory Dub)          | Madonna, Dallas Austin, S. Pettibone                           | Junior Vasquez                | 7:58         |
| 6. | «Music» (HQ2 Club Mix)                         | Madonna, M. Ahmadzai                                           | HQ2                           | 8:50         |
| 7. | «The Power of Goodbye» (Fabien's Good God Mix) | Madonna, William Orbit, Patrick Leonard                        | Fabien Waltmann               | 8:22         |
| 8. | «GHV2 Megamix» (Thunderpuss Extended Club Mix) |                                                                | Thunderpuss                   | 4:48         |

## Позиции в чартах
| Страна                  | Пиковая позиция | Сертификация (если есть) | Продажа   |
| ----------------------- | --------------- | ------------------------ | --------- |
| Австралия               | 3               | платиновый               | 70,000+   |
| Бразилия                | 2               | Платиновый               | 250,000+  |
| Канада                  |                 | платиновый               | 100,000+  |
| Чешская республика      | 19              |                          |           |
| Дания                   | 19              | золотой                  | 20,000+   |
| Финляндия               | 11              | платиновый               | 33,179+   |
| Франция                 | 2               | платиновый               | 200,000+  |
| Германия                | 3               | платиновый               | 250,000+  |
| Мексика                 | 8               | золотой                  | 80,000+   |
| Нидерланды              | 13              | платиновый               | 70,000+   |
| Новая Зеландия          | 8               | золотой                  | 7,500+    |
| Норвегия                | 5               |                          |           |
| Польша                  | 21              | золотой                  | 20,000+   |
| Швеция                  | 23              | платиновый               | 40,000+   |
| Швейцария               | 3               | платиновый               | 30,000+   |
| Соединённое Королевство | 2               | дважды платиновый        | 600,000+  |
| США                     | 7               | платиновый               | 1,385,000 |